# Càrn Dearg (Glen Roy)
Pour les articles homonymes, voir Càrn Dearg.
Le Càrn Dearg est une montagne du Royaume-Uni située en Écosse, dans les monts Grampians, à hauteur de la localité de Kilfinnan. Culminant à 768 mètres d'altitude, il est entouré au nord-ouest par l'extrémité méridionale du loch Oich, au nord-est par le col Corrieyairack, au sud par le Glen Roy et à l'ouest par l'extrémité septentrionale du loch Lochy. Un autre sommet appelé lui aussi Càrn Dearg se trouve juste au nord-nord-ouest, de l'autre côté d'un petit col, et un autre sommet appelé Càrn Dearg Beag se trouve juste au sud-est.